# Skinnet (sang)
Skinnet er en sang af Eddie Meduza. Sangen kan findes på albummet Värsting Hits fra 1998 og en anden optagelse er med på albummet Väg 13 fra 1999, og har da titlen "Dra Skinnet Bakåt".
I Aftonbladet blev "Skinnet" kåret til Eddie Meduzas fjerde bedste sang. I en uofficiel afstemning fra sommeren 2002 om Eddie Meduzas 100 bedste sange endte "Skinnet" på trettende plads.

## Tekst og cover
Sangen handler om onani, men i modsætning til de fleste af Errol Norstedts andre sange om det samme emne, er der ingen kønsord i den originale version af sangen. På den anden version fra Väg 13 synges "runk, runk it" i koret.
En cover med samme tekst undtagen på koret kaldes "Danslektionen" og er af Matz-Ztefanz med Lailaz. Sangen handler om at danse i stedet for at onanere.